# 196 av. J.-C.
Cette page concerne l'année 196 av. J.-C. du calendrier julien proleptique.

## Événements
- 26 décembre 197 av. J.-C. (15 mars 558 du calendrier romain) : début à Rome du consulat de Lucius Furius Purpureo et Marcus Claudius Marcellus[1].
- Fin mars : vote à Rome de la paix de Tempé entre Rome et Philippe V de Macédoine[2] : « tous les Grecs d’Asie et d’Europe sont libres et pourront vivre selon leurs lois ; ceux qui sont sous la domination de Philippe seront remis aux Romains avant la célébration des Jeux isthmiques ainsi que les places où il tient garnison. Il retirera ses troupes d’Euromos, de Pédases, de Bargylies, d’Iasos, d’Abydos, de Thasos, de Myrina, de Périnthe ». Philippe doit livrer aux Romains tous les prisonniers et les déserteurs, sa flotte à l’exception de six vaisseaux, et verser mille talents, la moitié payable immédiatement, le solde en dix ans[3].
  - Les villes grecques ratifient la paix, à l'exception des Étoliens. Les peuples grecs se trouvent divisés en cités libres et en cités occupées militairement par Rome (Oréos, Érétrie, Chalcis, Démétriade, Corinthe, etc.)[2].

- 27 mars : décret du roi Ptolémée V écrit en trois langues sur la Pierre de Rosette à l'occasion de son couronnement (hiéroglyphique, démotique et grec)[4].
- Début juillet : aux Jeux isthmiques de Corinthe, Titus Quinctius Flamininus déclare l’indépendance de la Grèce dans son ensemble, Thessalie comprise, provoquant une immense liesse. Les Romains évacueront la Grèce[2].
- Été : le roi séleucide Antiochos III envahit la Thrace[5].

- Hannibal Barca est élu suffète à Carthage, et prône des réformes démocratiques et financières. Il s'aliène le parti oligarchique par ses mesures, qui ne tarde pas à faire appel à Rome[6].
- Révolte des esclaves en Étrurie réprimée par le préteur Manius Acilius Glabrio[7].
- Campagne de Marcellus en Gaule cisalpine. Les Boïens de Corolamos attaquent son camp par surprise et il subit de lourdes pertes. Il remporte une victoire près de Comum sur les Insubres qui se soumettent, puis rejoint par Purpureo, il ravage le territoire des Boïens[8].
- La ville d'Illiturgis en Hispanie est assiégée et prise par les Romains[9].

- Fondation à Rome du collège des Épulons[10].